# Leck mich im Arsch
Leck mich im Arsch ist ein sechsstimmiger Kanon von Wolfgang Amadeus Mozart.

## Entstehung und Überlieferungsgeschichte
Die Entstehung des Kanons lässt sich auf das Jahr 1782 datieren. Zu Lebzeiten des Komponisten blieb das Werk ungedruckt, erst seine Witwe Constanze Mozart überließ es dem Leipziger Verlag Breitkopf & Härtel zur Publikation. Dort wurde allerdings der Text in „Lasst froh uns sein“ abgeändert. Der originale Text Mozarts war lange Zeit unbekannt, nur die Anfangsworte waren durch einen Eintrag im Verlagskatalog von Breitkopf & Härtel bekannt. Erst 1991 wurde in der Musikbibliothek der Harvard University ein Druck mit handschriftlich eingetragenen Originaltexten aufgefunden. Die Eintragung stammt zwar von unbekannter Hand, doch da die Texte weiterer Werke Mozarts in diesem Druck mit als authentisch erwiesenen Quellen übereinstimmen, wird dem Fund ein hohes Maß an Authentizität zugeschrieben.
Der Kanon erhielt die Köchelverzeichnis-Nummer 231. Seit der dritten Auflage von 1937 trägt er dort die Nummer 382c und wurde so in einer Gruppe mit mehreren Kanons und kleineren Gelegenheitswerken, darunter auch Leck mir den Arsch fein recht schön sauber, KV 382d, zusammengefasst.

## Text
1991 wiederentdeckter mutmaßlicher Originaltext:
Leck mich im A[rsch] g’schwindi, g’schwindi!

Leck im A[rsch] mich g’schwindi! Leck mich, leck mich, leck mich, leck mich, leck mich.

Leck mich, leck mich, leck – g’schwindi, g’schwindi, g’schwindi, g’schwindi!

G’schwindi, g’schwindi, g’schwindi, g’schwindi!

Leck mich im Arsch g’schwindi, g’schwindi, g’schwindi!

G’schwindi, g’schwindi, g’schwindi, g’schwindi, g’schwindi!

Leck mich im Arsch g’schwindi, g’schwindi! Leck im A[rsch] mich.

Leck mich im Arsch g’schwindi!

Leck mich.
Text der Druckfassung bei Breitkopf & Härtel
Lasst uns froh sein!

Murren ist vergebens!

Knurren, Brummen ist vergebens,

Ist das wahre Kreuz des Lebens.

Drum lasst uns froh und fröhlich sein!

## Cover
Der Kanon diente als Grundlage für ein Cover gleichen Namens von Jack White und der Insane Clown Posse.